# Vanhoeffenura myriamae
Vanhoeffenura myriamae is een pissebed uit de familie Munnopsidae. De wetenschappelijke naam van de soort is voor het eerst geldig gepubliceerd in 1982 door George & Hinton.